# Anker (Geotechnik)

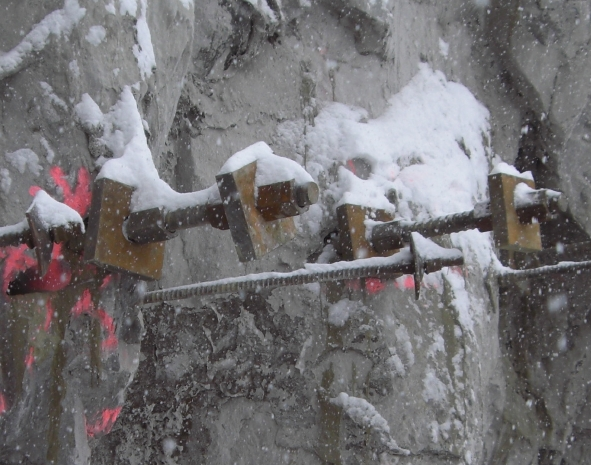
Felsanker und Felsnägel

In der Geotechnik versteht man unter einem Anker ein Bauteil, das Zugkräfte in den Boden oder Fels einleitet.
Anker bzw. Nägel werden als Zugglied in den Untergrund gebohrt oder gerammt.

## Verankerungsprinzipien

### Verkeilung, Spreizung
Am tiefsten Ankerpunkt wird eine mechanische Verkeilung oder Verspreizung über Keile oder Gewinde vorgenommen. Man spricht dann von Keil- bzw. Spreizanker oder -nagel. Diese werden hauptsächlich im Felsbau (Tunnelbau) eingesetzt.

### Verklebung
Eine Klebepatrone mit getrennten Fraktionen eines Zweikomponentenklebers wird ins Bohrloch eingeführt und mit dem Ankerstab durchstoßen. Dabei vermischen sich die Komponenten und härten aus. Klebeanker werden hauptsächlich im Felsbau angewendet. Im Hoch- und Tiefbau werden sie auch für Verankerungen in bestehenden Betonbauteilen eingesetzt. Im Brückenbau kommen sie z. B. zur Befestigung der Randbalken oder Geländer zum Einsatz.

### Vermörtelung
Nach dem Einbohren des Ankerstahls wird Ankermörtel (Kunstharz- oder Zementmörtel) in das Bohrlochende eingepresst, bis er die geplante Verankerungslänge erreicht hat. Vermörtelte Anker werden auch Verpressanker genannt. Der Anker kann nach dem Aushärten auch vorgespannt werden.

## Lasteintragung
Bei schlaffen Ankern ist die Längung des Ankers sowie gegebenenfalls die Deformation des Untergrundes von der Belastung abhängig. Die daraus resultierende Nachgiebigkeit der Verankerung kann für manche Anwendungsfälle von Nachteil sein.
Vorgespannte Anker werden nach dem Aushärten des Ankermörtels mit einer festgelegten Kraft vorgespannt. Verspreizte und verkeilte Anker bedürfen in der Regel ohnehin einer dauerhaften Vorspannung. Durch die Vorspannung werden Setzungserscheinungen und die elastische Deformation der Verankerung vorweggenommen. Bei einer Belastung bis zur Höhe der Vorspannung ist daher in der Regel mit keiner weiteren Nachgiebigkeit der Verankerung zu rechnen.
Bei längeren Stab- und Litzenankern ist häufig von Vorteil, wenn die Krafteintragung nur in festeren Bodenpartien am Ende des Ankers oder in tiefergelegenem Gestein stattfindet. Um die Krafteintragung in der übrigen Länge des Ankers zu verhindern, kann eine sogenannte Freispielstrecke zwischen Ankerkopf und Verankerungsstrecke vorgesehen werden, indem beim Einbau Glattrohre aus Kunststoff über den Ankerstahl geschoben werden.

## Nutzungsdauer
Temporäranker sind für eine Verwendung von bis zu zwei Jahren zugelassen.
Semipermanentanker sind für eine Nutzung von bis zu 4 Jahren ausgelegt. In Deutschland sind sie nicht geregelt und können nur mit einer Zulassung im Einzelfall verwendet werden.
Permanent- oder Daueranker sind für dauerhafte Nutzung gedacht. Bei sicherheitsrelevanten Einsätzen werden Messsysteme zur Überwachung vorgesehen.
Die Ausführung der Ankersysteme unterscheidet sich dabei überwiegend nur in der Dauerhaftigkeit des Korrosionsschutzes.

## Überwachung
Besonderes Augenmerk ist bei Dauerankern auf die Erhaltung der Funktion zu legen. Je nach Bauwerk und Art des Ankers können unterschiedliche Prüfungen vorgesehen werden:
Dauerkraftmessungen
Mittels spezieller Druckmessdosen wird die Dehnung des Ankers überwacht.
Spontankraftmessung
Mittels einer Ankerpresse wird in größeren Abständen die Haltekraft des Ankers überprüft.
Korrosionsmessung
Über eine beim Einbau des Ankers eingebrachte Elektrode (CMS-Elektrode) kann das Korrosionsrisiko des Ankers durch Potentialmessung dauerhaft überwacht werden. Wenn die Messung keine Korrosion zeigt, ist die ursprüngliche Sicherheit des Ankers voll gegeben.

## Arten von Ankern

### Stabanker
Stabanker bestehen aus Stahlstäben mit einem Durchmesser von 20 bis 65 mm und einer Länge bis 16 m in verschiedenen Stahlgüten. Die Stäbe können auch durch Muffen (Koppelstücke) verlängert werden.
Normalerweise wird zunächst eine Bohrung in den Untergrund eingebracht, die gegebenenfalls durch ein Rohr ausgekleidet wird. Der Stabanker wird eingeführt. Zementmörtel wird injiziert, während zugleich das Bohrrohr gezogen wird.

### Litzenanker

Litzenanker bei einer Spundwand

Es werden jeweils 7 Stahldrähte aus einem hochfesten Stahl zu einer Litze verwoben. Handelsübliche Litzen haben einen Durchmesser von 0,6 bzw. 0,62 Zoll, also etwa 15¼ bzw. 15¾ mm. Je nach geforderter Kraft wird die Anzahl der Litzen festgelegt. Es werden meist 3 bis höchstens 22 Litzen pro Anker verwendet. Die Länge des Litzenankers ist beliebig.
Normalerweise werden für die Litzenanker Bohrungen in den Untergrund eingebracht, der Litzenanker wird eingebracht und anschließend mit Zementmörtel verpresst. Je nach Standfestigkeit des Bodens erfolgt die Bohrung verrohrt (Sande, Kiese) oder unverrohrt (Festgestein, Fels). Bei einer verrohrten Bohrung wird das Rohr beim Verpressen gezogen.

### Boden- und Felsnägel

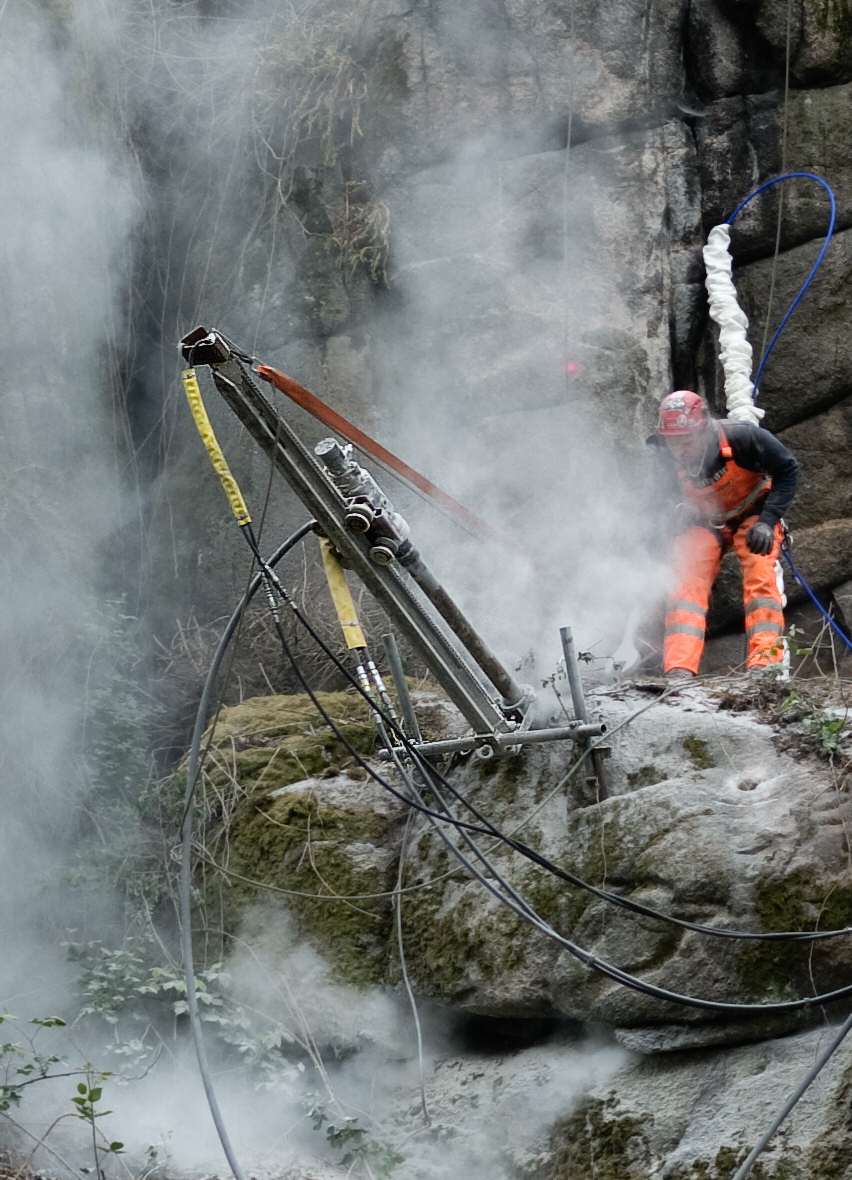
Setzen von Felsankern

Als Felsnägel werden auch selbstbohrende Anker bezeichnet. Der Ankerstab ist an der Spitze mit einer Bohrkrone versehen, die es je nach Beschaffenheit des Untergrundes erlaubt, den Anker drehend oder per Schlagbohrung vorzutreiben. Die Bohrkrone verbleibt normalerweise als verlorene Spitze im Untergrund.
Es können mit diesen Nägeln Kräfte bis circa 1000 kN in den Untergrund eingeleitet werden. Meist handelt es sich bei den Nägeln um Rohre, so dass der Ankermörtel durch den Anker ins Bohrloch gepresst werden kann.
Zur Ermittlung der durchschnittlichen Lebensdauer wird bei Bodennägeln die zu erwartende, sogenannte Abrostrate abgeschätzt.

### Mittellastanker
Ein Anker im Boden bzw. auch Fels, der eine Zugkraft von 2 kN bis 40 kN (200 kg bis 4 t) aufnehmen kann. Dies liegt kraftmäßig zwischen den üblichen Dübeln (wie Fischer, Upat, Hilti) und den Ankern, die in den Untergrund gebohrt und vermörtelt werden.
Mittellastanker werden meist als Spreizanker ausgeführt, die in den Untergrund gerammt oder gebohrt werden.
Nach der Nutzung kann der Mittellastanker im Regelfall rückstandslos aus dem Untergrund entfernt werden. Manche Arten sind wiederholt einsetzbar. Gegebenenfalls muss der Spreizkörper ersetzt werden.

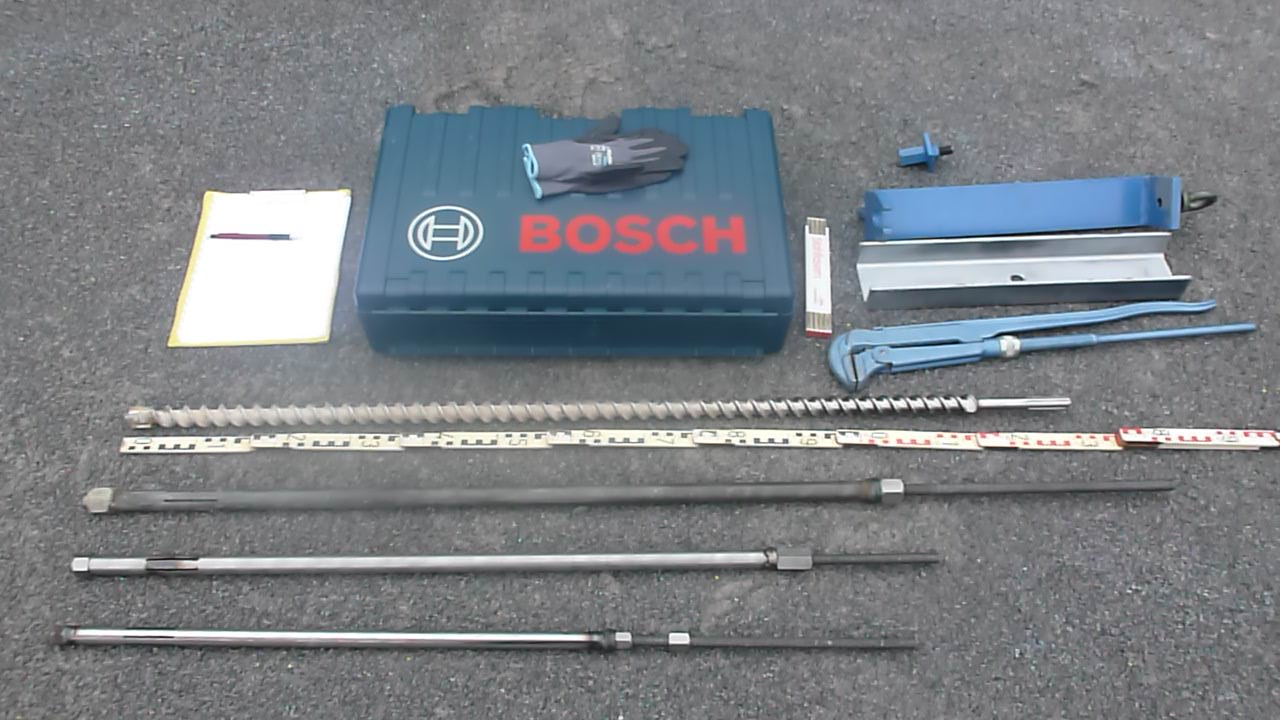
Einbauset für Mittellastanker
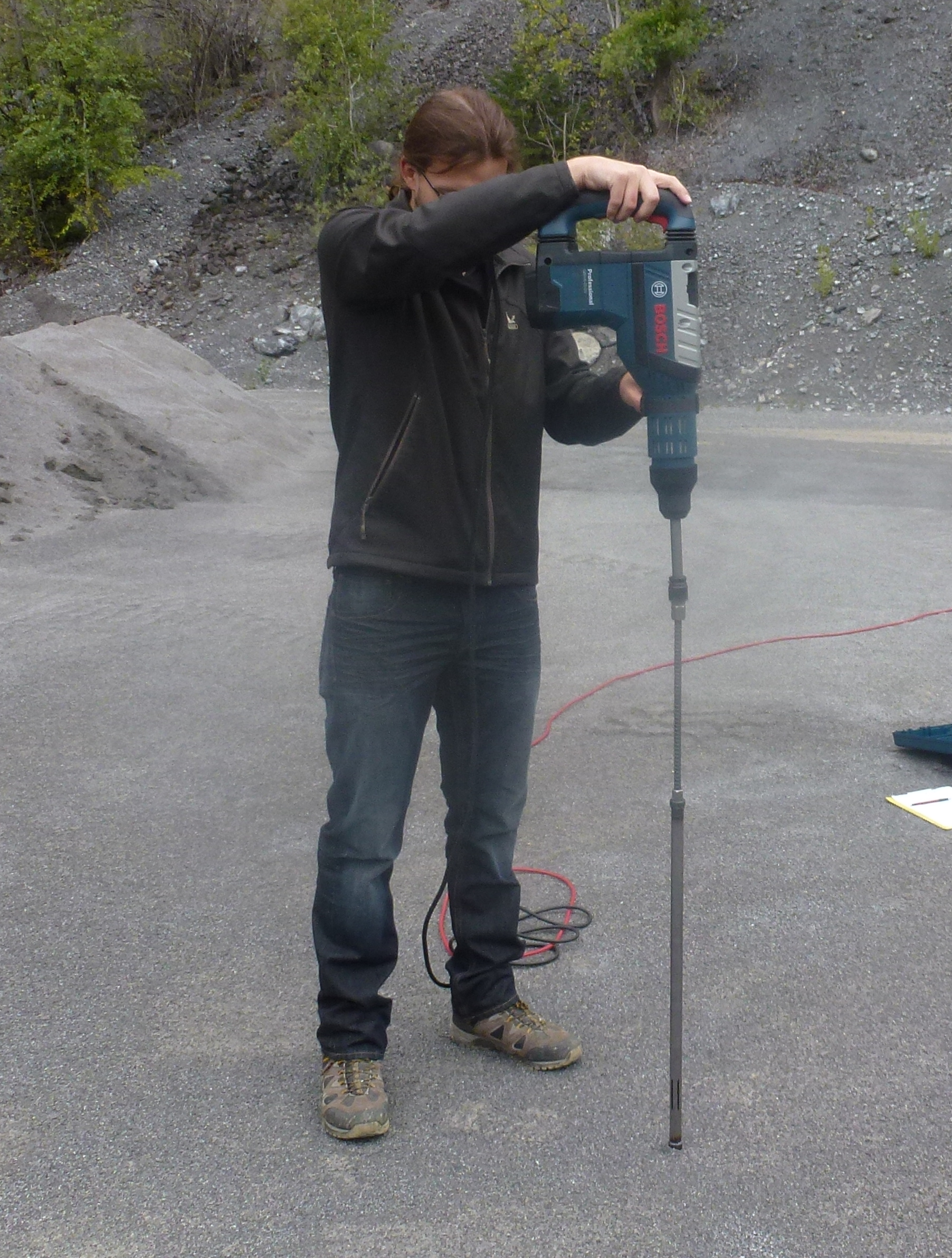
Einbau des Mittellastankers
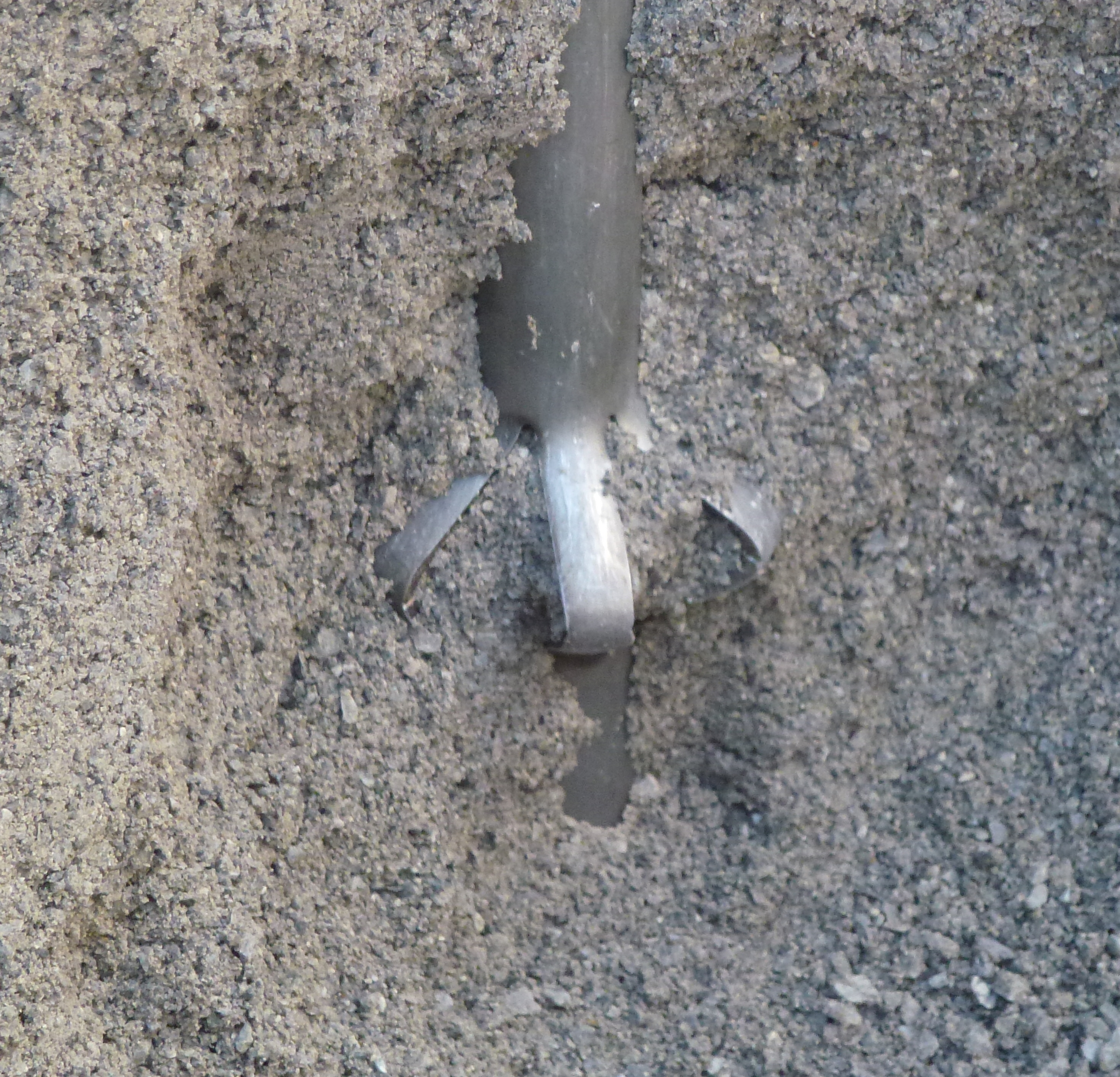
Spreizkörper ausgegraben
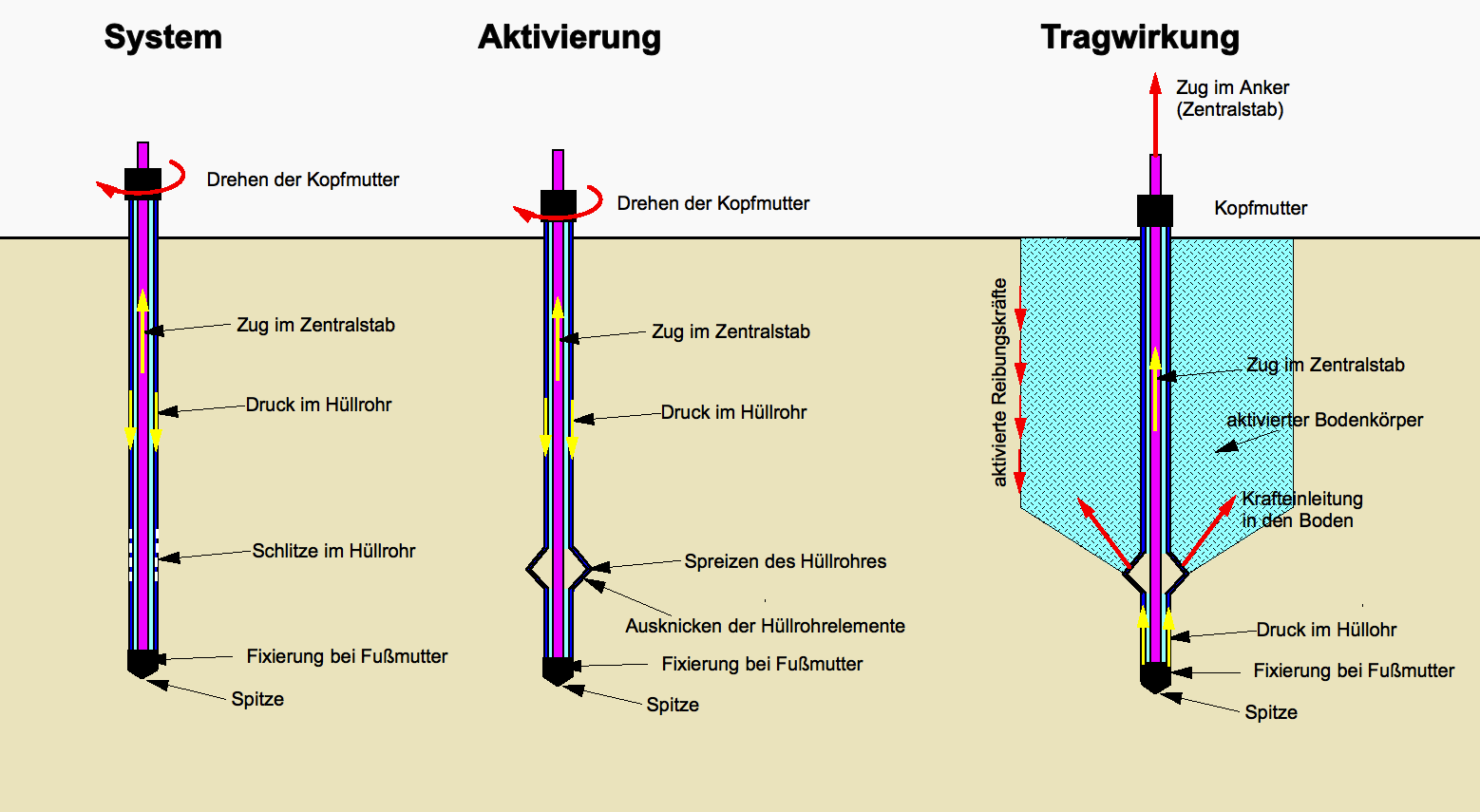
Wirkungsweise des Mittellastankers

### Sonderanker

Drainageanker
Das Bohrloch für Drainageanker wird mit Gefälle angelegt, sodass das Wasser aus dem Untergrund drucklos ins Freie abrinnen kann. Der Anker wird mit einem speziellen Einkornmörtel verpresst, welcher das Bohrloch nicht abdichtet, sondern den Durchtritt von Staunässe durch die Zwischenräume der verwendeten Gesteinskörnung erlaubt.
Spinnanker
Durch die Ankerplatte werden meist 6 bis 12 gerippte Stäbe in verschiedenen Winkeln den Boden geschlagen. Durch die Spreizung der Ankerstäbe zueinander können Zug-, Druck- und horizontale Kräfte abgeleitet werden. Da die Stäbe nicht vermörtelt werden, lassen sie sich nach Gebrauch einfach wieder aus dem Boden ziehen und wieder verwenden. Je nach Untergrund kann eine solche Spinnankervorrichtung problematisch sein. Die Ankerkörper und die Verankerungsvorrichtung sind oftmals der Witterung ausgesetzt, was zu Korrosion führen kann. Der klassische Spinnankerkörper weist nur eine einzige Befestigungsmöglichkeit für die verankerte Vorrichtung auf. Die Verankerungsvorrichtung kann hauptsächlich nur gegen Druck und Zug beansprucht werden. Bei Drehmomenten oder Scherkräften treten höhere Verformungen auf. Diese Schwächen wurden mit der nächsten Spinnankergeneration aus dem Patent EP 3 108 187 B1 behoben.

Spinnanker im Schnitt
Spinnanker ausgezogen

Helixanker
Das Ankerrohr ist an seiner Spitze mit einer oder mehreren Spiralwendeln versehen, die sich beim Einbohren in den Boden schrauben.
Totmannanker
Der sogenannte Totmannanker ist eine improvisierte, temporäre Form eines Bodenankers, bei welcher ein Seil durch einen querliegenden Stab verankert wird.